# Xingyuan (sockenhuvudort i Kina, Shanxi Sheng, lat 39,17, long 113,27)
Xingyuan (kinesiska: 杏园) är en sockenhuvudort i Kina. Den ligger i provinsen Shanxi, i den norra delen av landet, omkring 160 kilometer nordost om provinshuvudstaden Taiyuan. Antalet invånare är 17 375. Befolkningen består av 8 363 kvinnor och 9 012 män. Barn under 15 år utgör 18,0 %, vuxna 15-64 år 70 %, och äldre över 65 år 11,0 %.
Runt Xingyuan är det ganska tätbefolkat, med 104 invånare per kvadratkilometer. Närmaste större samhälle är Ekou, 7,9 km sydväst om Xingyuan. Trakten runt Xingyuan består i huvudsak av gräsmarker.
Genomsnittlig årsnederbörd är 701 millimeter. Den regnigaste månaden är juli, med i genomsnitt 185 mm nederbörd, och den torraste är januari, med 4 mm nederbörd.